# Conrad Marca-Relli
Conrad Marca-Relli, rodným jménem Corrado Marcarelli (5. června 1913 – 29. srpna 2000) byl americký malíř, představitel abstraktního expresionismu. Věnoval se převážně tvorbě koláží, přispíval ilustracemi do různých časopisů a pracoval jako pedagog.

## Život
Narodil se jako Corrado Marcarelli v roce 1913 v Bostonu v americkém státě Massachusetts jako syn novinář italského původu, který působil v Evropě, kde také Marcarelli strávil část dětství. V roce 1930 krátce docházel na školu Cooper Union, ale zanedlouho si v New Yorku založil vlastní studio. Během třicátých let pracoval pro Works Progress Administration. Během druhé světové války sloužil v armádě a první vlastní výstavu měl roku 1947. Od roku 1951 byla jeho manželkou Anita Gibson, dcera peruánského básníka Percyho Gibsona, se kterou žil až do své smrti. V roce 1999 byl jmenován čestným občanem Itálie. Zemřel roku 2000 v italské Parmě ve věku 87 let, příčinou úmrtí byl infarkt.